# Ardiège
Ardiège (Ardièja en occitan) est une commune française située dans le sud-ouest du département de la Haute-Garonne, en région Occitanie. Sur le plan historique et culturel, la commune fait partie du pays de Comminges, correspondant à l’ancien comté de Comminges, circonscription de la province de Gascogne située sur les départements actuels du Gers, de la Haute-Garonne, des Hautes-Pyrénées et de l'Ariège.
Exposée à un climat océanique altéré, elle est drainée par divers petits cours d'eau. La commune possède un patrimoine naturel remarquable : un site Natura 2000 (les « chaînons calcaires du Piémont Commingeois ») et deux zones naturelles d'intérêt écologique, faunistique et floristique.
Ardiège est une commune rurale qui compte 372 habitants en 2022, après avoir connu un pic de population de 725 habitants en 1846. Elle fait partie de l'aire d'attraction de Saint-Gaudens. Ses habitants sont appelés les Ardiégeois ou  Ardiégeoises.

## Géographie

### Localisation
1. Carte dynamique
2. Carte Openstreetmap
3. Carte topographique
4. Carte avec les communes environnantes

La commune d'Ardiège se trouve dans le département de la Haute-Garonne, en région Occitanie.
Elle se situe à 88 km à vol d'oiseau de Toulouse, préfecture du département, à 8 km au sud-est de Saint-Gaudens, sous-préfecture, et à 31 km de Bagnères-de-Luchon, bureau centralisateur du canton de Bagnères-de-Luchon dont dépend la commune depuis 2015 pour les élections départementales.
La commune fait en outre partie du bassin de vie de Montréjeau.
Les communes les plus proches sont : 
Cier-de-Rivière (1,0 km), Martres-de-Rivière (1,1 km), Labarthe-Rivière (2,7 km), Pointis-de-Rivière (2,8 km), Clarac (3,3 km), Huos (3,9 km), Ausson (4,0 km), Bordes-de-Rivière (4,2 km).
Sur le plan historique et culturel, Ardiège fait partie du pays de Comminges, correspondant à l’ancien comté de Comminges, circonscription de la province de Gascogne située sur les départements actuels du Gers, de la Haute-Garonne, des Hautes-Pyrénées et de l'Ariège.
Ardiège est limitrophe de quatre autres communes.
Les communes limitrophes sont Martres-de-Rivière, Cier-de-Rivière, Labarthe-Rivière, Pointis-de-Rivière et Sauveterre-de-Comminges.
| Pointis-de-Rivière | Martres-de-Rivière |                         |
|                    | Ardiège            | Labarthe-Rivière        |
| Cier-de-Rivière    |                    | Sauveterre-de-Comminges |

### Géologie et relief
La superficie de la commune est de 376 hectares ; son altitude varie de 405  à   710 mètres.

### Hydrographie

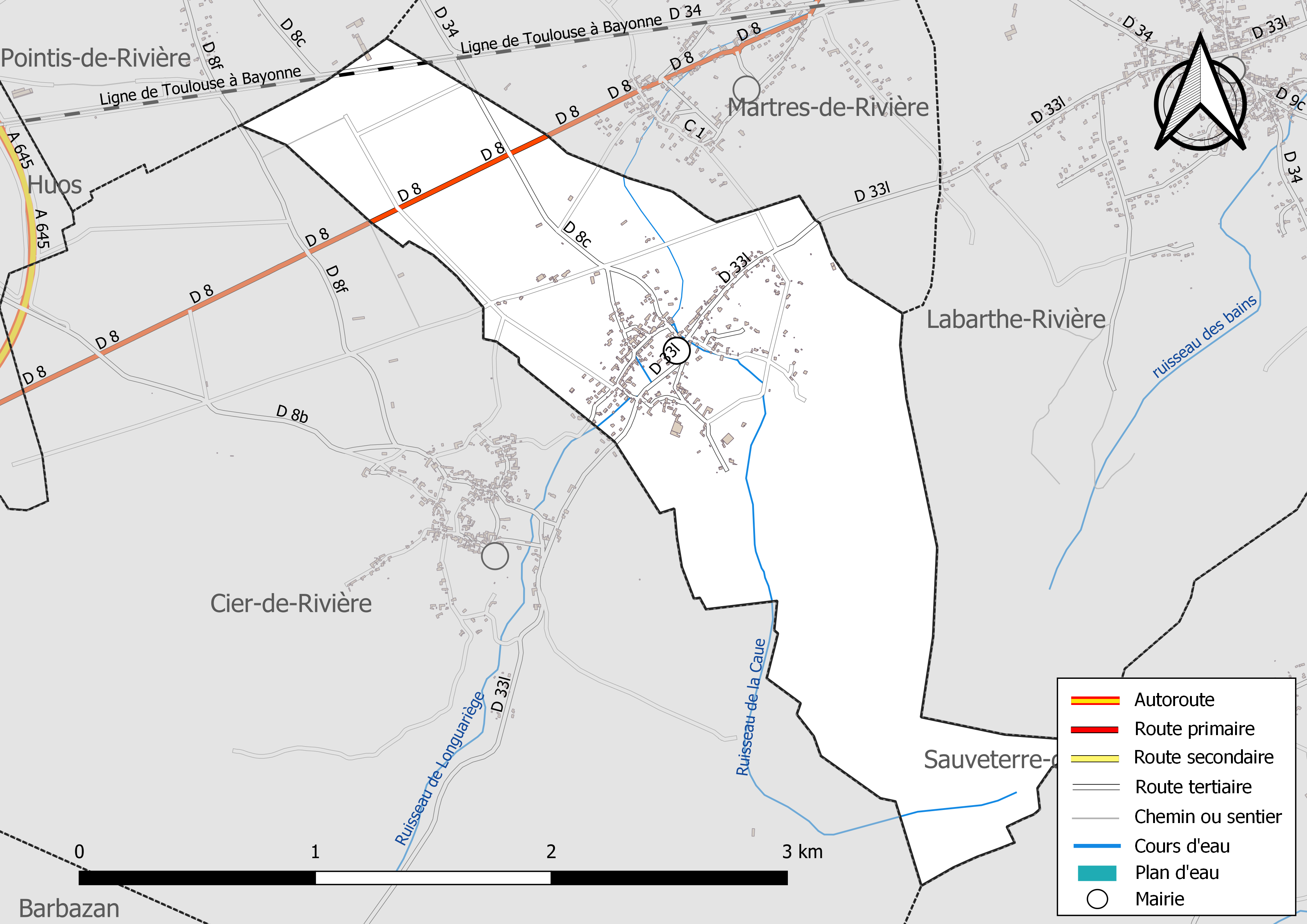
Réseaux hydrographique et routier d'Ardiège.

La commune est dans le Bassin de la Garonne, au sein du bassin hydrographique Adour-Garonne. Elle est drainée par le ruisseau de la Caue, le ruisseau de Longuariège et par un petit cours d'eau, constituant un réseau hydrographique de 3 km de longueur totale,.

### Climat
Pour des articles plus généraux, voir Climat de l'Occitanie et Climat de la Haute-Garonne.
En 2010, le climat de la commune est de type climat océanique altéré, selon une étude s'appuyant sur une série de données couvrant la période 1971-2000. En 2020, Météo-France publie une typologie des climats de la France métropolitaine dans laquelle la commune est exposée à un climat de montagne ou de marges de montagne et est dans la région climatique Pyrénées centrales, caractérisée par une pluviométrie annuelle de 1 000 à 1 200 mm.
Pour la période 1971-2000, la température annuelle moyenne est de 11,9 °C, avec une amplitude thermique annuelle de 15 °C. Le cumul annuel moyen de précipitations est de 1 024 mm, avec 9,5 jours de précipitations en janvier et 6,8 jours en juillet. Pour la période 1991-2020, la température moyenne annuelle observée sur la station météorologique la plus proche, située sur la commune de Clarac à 3 km à vol d'oiseau, est de 12,5 °C et le cumul annuel moyen de précipitations est de 804,9 mm,. Pour l'avenir, les paramètres climatiques de la commune estimés pour 2050 selon différents scénarios d'émission de gaz à effet de serre sont consultables sur un site dédié publié par Météo-France en novembre 2022.

### Milieux naturels et biodiversité

#### Réseau Natura 2000

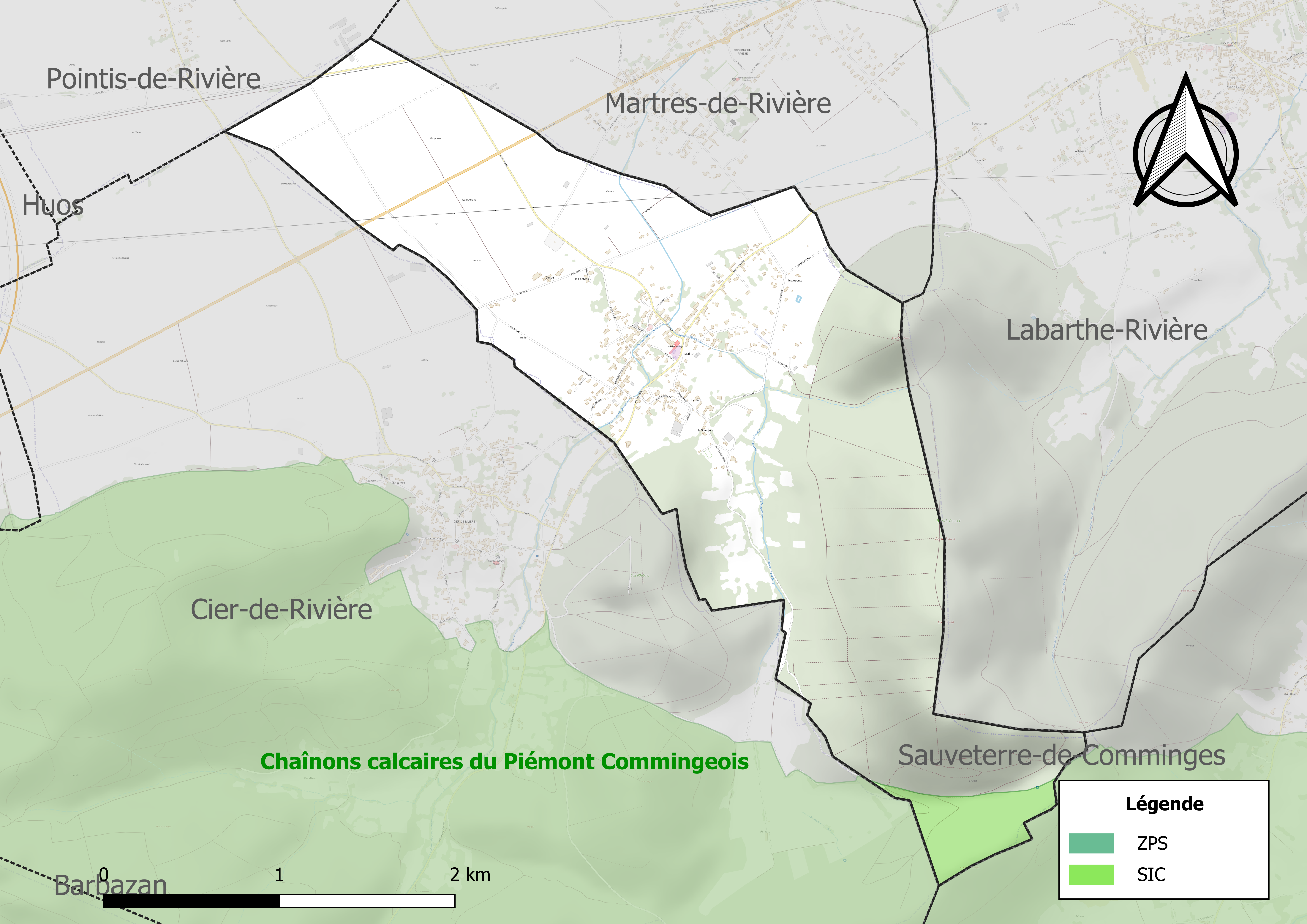
Site Natura 2000 sur le territoire communal.

Le réseau Natura 2000 est un réseau écologique européen de sites naturels d'intérêt écologique élaboré à partir des directives habitats et oiseaux, constitué de zones spéciales de conservation (ZSC) et de zones de protection spéciale (ZPS).
Un site Natura 2000 a été défini sur la commune au titre de la directive habitats : les « chaînons calcaires du Piémont Commingeois », d'une superficie de 6 198 ha, sont un site vallonné forestier et bocager du piémont pyrénéen.

#### Zones naturelles d'intérêt écologique, faunistique et floristique

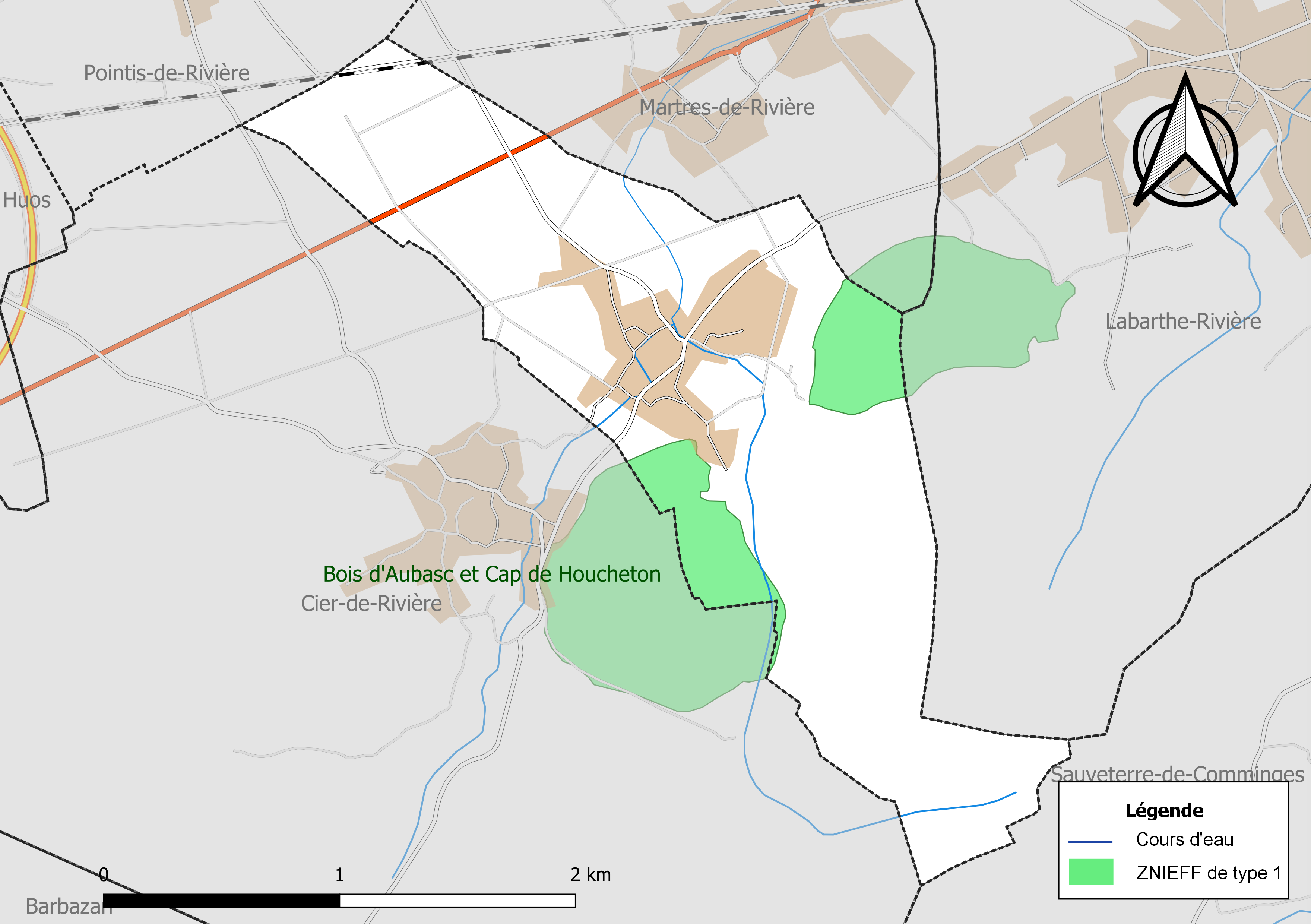
Carte de la ZNIEFF de type 1 localisée sur la commune.

L’inventaire des zones naturelles d'intérêt écologique, faunistique et floristique (ZNIEFF) a pour objectif de réaliser une couverture des zones les plus intéressantes sur le plan écologique, essentiellement dans la perspective d’améliorer la connaissance du patrimoine naturel national et de fournir aux différents décideurs un outil d’aide à la prise en compte de l’environnement dans l’aménagement du territoire.
Une ZNIEFF de type 1 est recensée sur la commune :
les « bois d'Aubasc et cap de Houcheton » (135 ha), couvrant 4 communes du département et une ZNIEFF de type 2, : 
le « piémont calcaire commingeois et bassin de Sauveterre » (8 553 ha), couvrant 26 communes du département.

## Urbanisme

### Typologie
Au 1er janvier 2024, Ardiège est catégorisée commune rurale à habitat dispersé, selon la nouvelle grille communale de densité à sept niveaux définie par l'Insee en 2022.
Elle est située hors unité urbaine. Par ailleurs la commune fait partie de l'aire d'attraction de Saint-Gaudens, dont elle est une commune de la couronne,. Cette aire, qui regroupe 85 communes, est catégorisée dans les aires de moins de 50 000 habitants,.

### Occupation des sols
L'occupation des sols de la commune, telle qu'elle ressort de la base de données européenne d’occupation biophysique des sols Corine Land Cover (CLC), est marquée par l'importance des territoires agricoles (46,6 % en 2018), en diminution par rapport à 1990 (48,9 %). La répartition détaillée en 2018 est la suivante : 
forêts (42,3 %), terres arables (27,9 %), zones urbanisées (11,1 %), prairies (9,3 %), zones agricoles hétérogènes (9,3 %). L'évolution de l’occupation des sols de la commune et de ses infrastructures peut être observée sur les différentes représentations cartographiques du territoire : la carte de Cassini (XVIIIe siècle), la carte d'état-major (1820-1866) et les cartes ou photos aériennes de l'IGN pour la période actuelle (1950 à aujourd'hui).

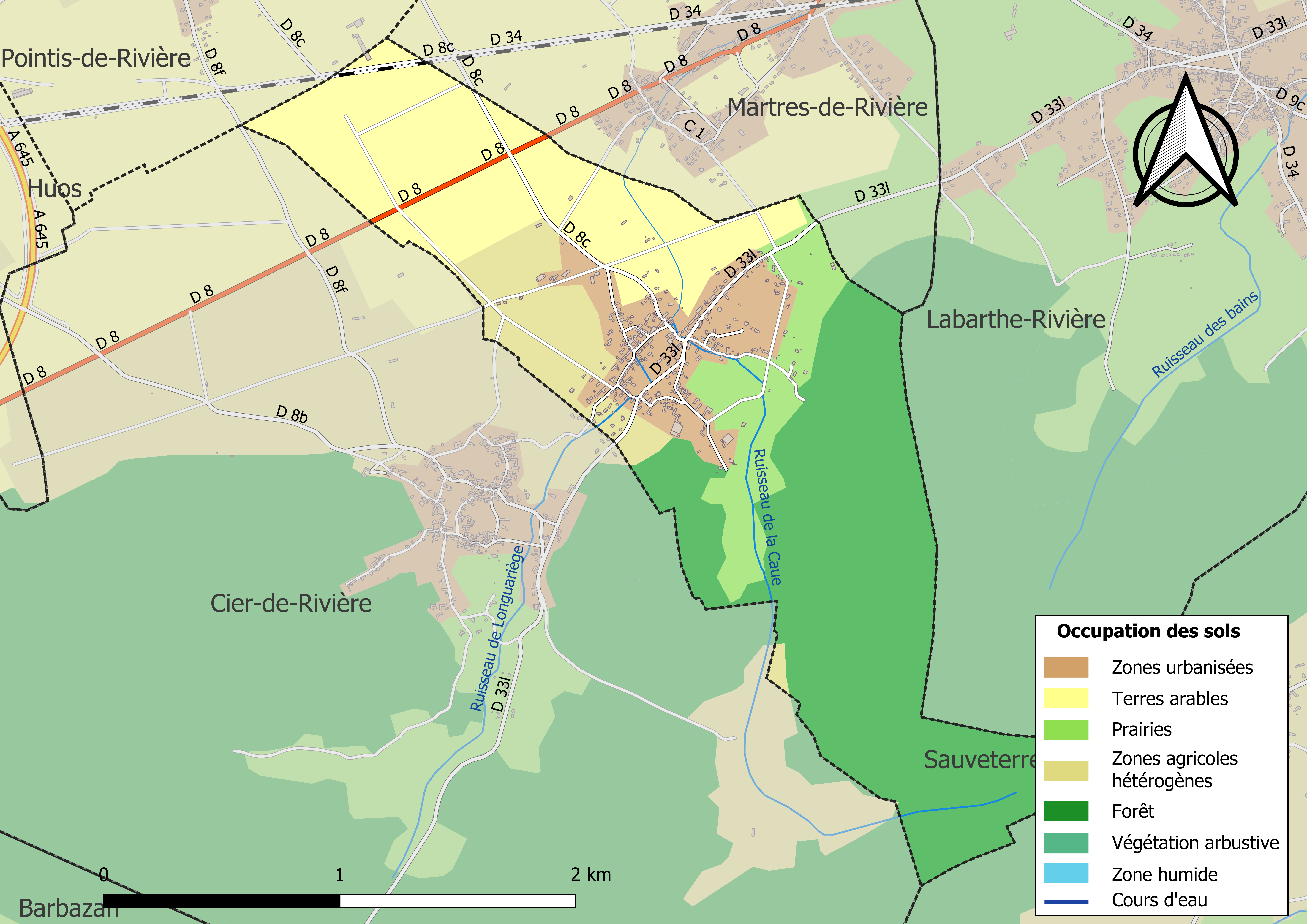
Carte des infrastructures et de l'occupation des sols de la commune en 2018 (CLC).

### Voies de communication et transports
Accès par l'autoroute A64 sortie no 18 ou sortie no 17 et avec les lignes 395 et 398 du réseau Arc-en-ciel ainsi qu'en gare de Saint-Gaudens.

### Risques majeurs
Le territoire de la commune d'Ardiège est vulnérable à différents aléas naturels : météorologiques (tempête, orage, neige, grand froid, canicule ou sécheresse) et séisme (sismicité modérée). Un site publié par le BRGM permet d'évaluer simplement et rapidement les risques d'un bien localisé soit par son adresse soit par le numéro de sa parcelle.

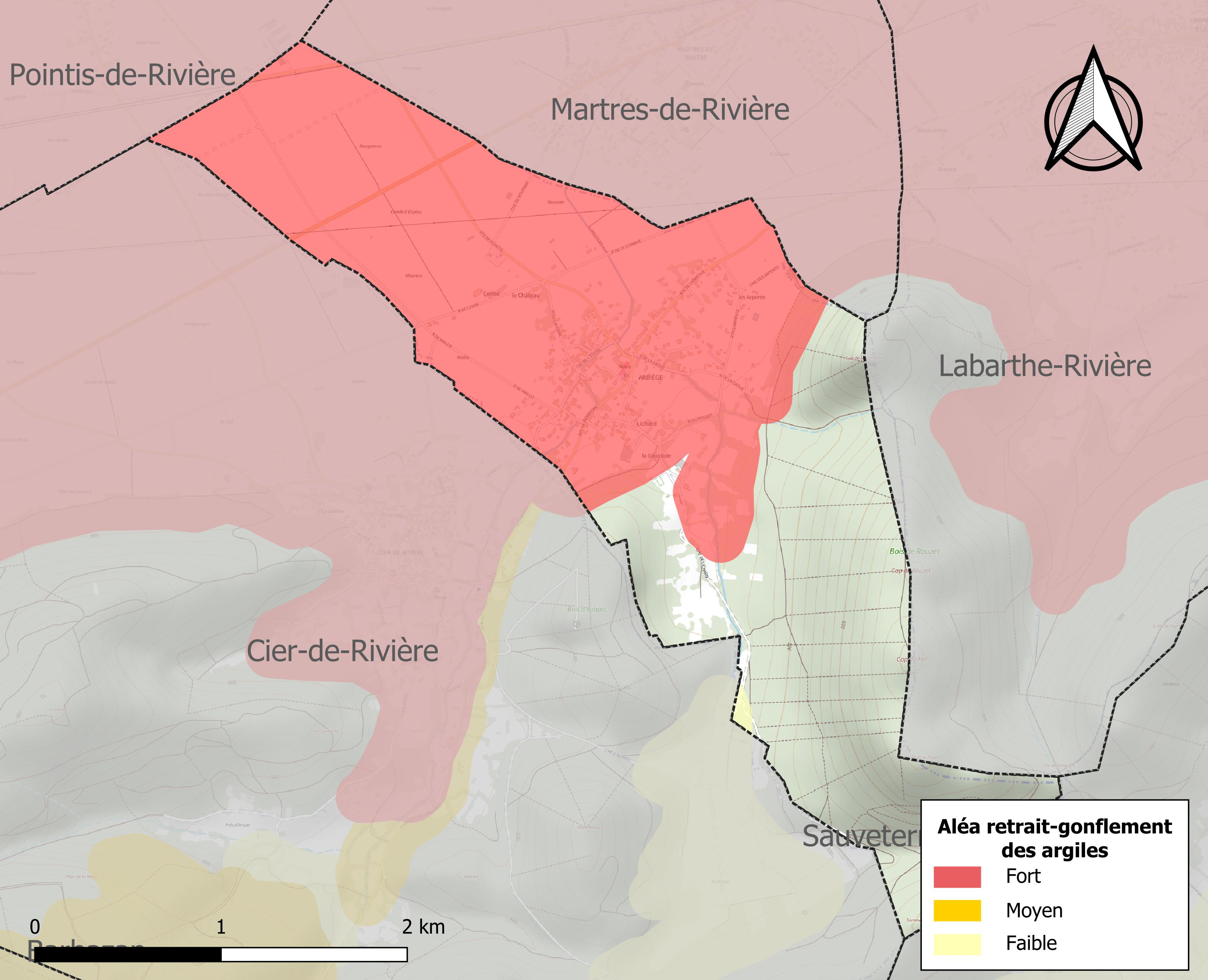
Carte des zones d'aléa retrait-gonflement des sols argileux d'Ardiège.

Le retrait-gonflement des sols argileux est susceptible d'engendrer des dommages importants aux bâtiments en cas d’alternance de périodes de sécheresse et de pluie. 58,4 % de la superficie communale est en aléa moyen ou fort (88,8 % au niveau départemental et 48,5 % au niveau national). Sur les 190 bâtiments dénombrés sur la commune en 2019, 188 sont en aléa moyen ou fort, soit 99 %, à comparer aux 98 % au niveau départemental et 54 % au niveau national. Une cartographie de l'exposition du territoire national au retrait gonflement des sols argileux est disponible sur le site du BRGM,.
Par ailleurs, afin de mieux appréhender le risque d’affaissement de terrain, l'inventaire national des cavités souterraines permet de localiser celles situées sur la commune.
Concernant les mouvements de terrains, la commune a été reconnue en état de catastrophe naturelle au titre des dommages causés par la sécheresse en 1990 et 2003 et par des mouvements de terrain en 1999.

## Politique et administration

### Administration municipale
Le nombre d'habitants au recensement de 2011 étant compris entre 100 et 499, le nombre de membres du conseil municipal pour l'élection de 2014 est de onze,.

### Rattachements administratifs et électoraux
Commune faisant partie de la huitième circonscription de la Haute-Garonne, de la communauté de communes du Haut Comminges et du canton de Bagnères-de-Luchon (avant le redécoupage départemental de 2014, Ardiège faisait partie de l'ex-canton de Barbazan).

### Liste des maires

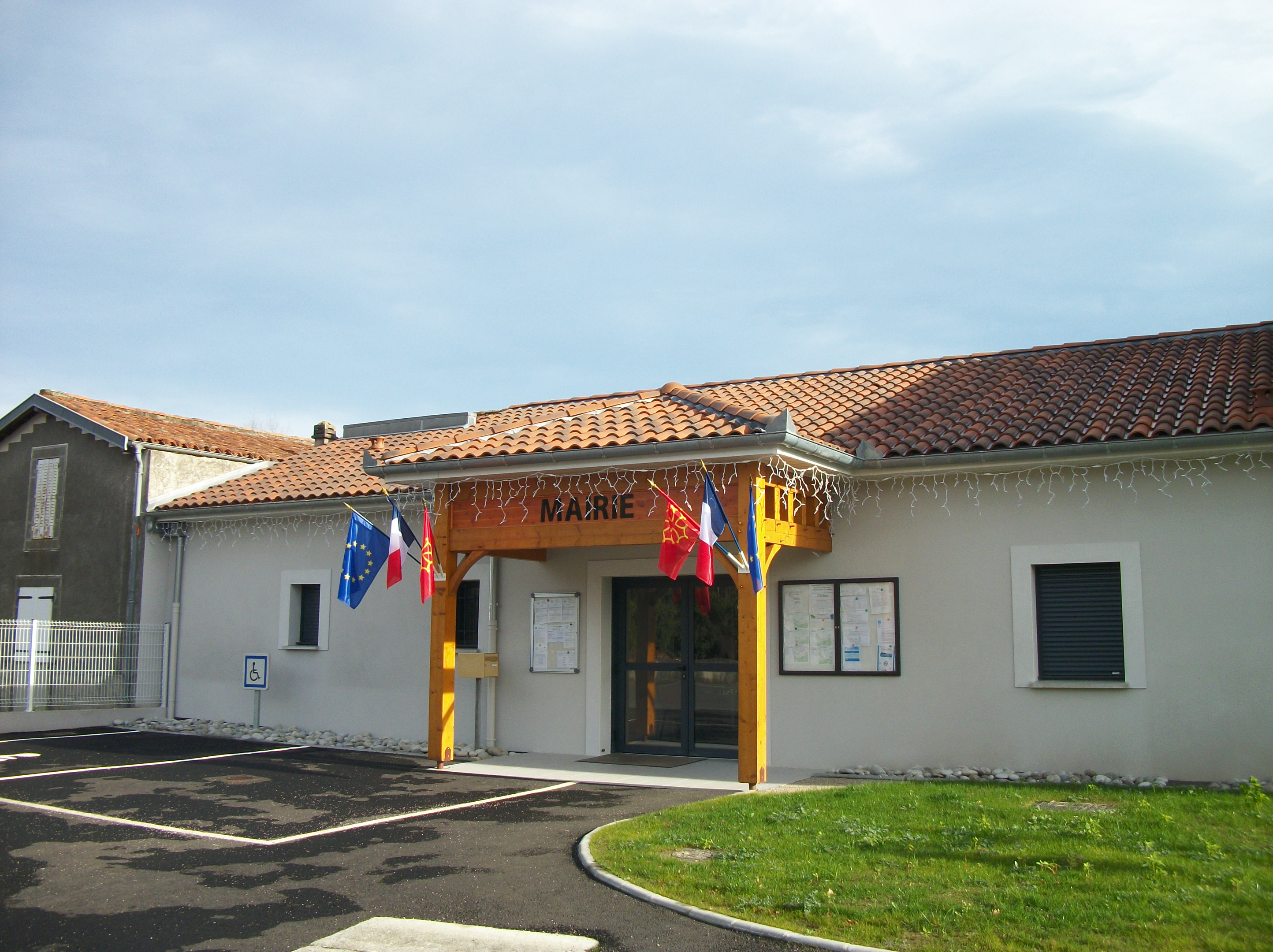
Nouvelle mairie.

| Période                                  | Période      | Identité        | Étiquette | Qualité  |
| ---------------------------------------- | ------------ | --------------- | --------- | -------- |
| Les données manquantes sont à compléter. |              |                 |           |          |
| mars 1983                                | 30 mars 2014 | Pierre Soupène  | PS        |          |
| 30 mars 2014                             | En cours     | Dominique Berre | SE        | Retraité |

## Population et société

### Démographie
L'évolution du nombre d'habitants est connue à travers les recensements de la population effectués dans la commune depuis 1793. Pour les communes de moins de 10 000 habitants, une enquête de recensement portant sur toute la population est réalisée tous les cinq ans, les populations de référence des années intermédiaires étant quant à elles estimées par interpolation ou extrapolation. Pour la commune, le premier recensement exhaustif entrant dans le cadre du nouveau dispositif a été réalisé en 2007.

En 2022, la commune comptait 372 habitants, en évolution de +2,76 % par rapport à 2016 (Haute-Garonne : +8,02 %, France hors Mayotte : +2,11 %).
| 1793 | 1800 | 1806 | 1821 | 1831 | 1836 | 1841 | 1846 | 1851 |
| ---- | ---- | ---- | ---- | ---- | ---- | ---- | ---- | ---- |
| 586  | 599  | 596  | 565  | 636  | 653  | 670  | 725  | 720  |

| 1856 | 1861 | 1866 | 1872 | 1876 | 1881 | 1886 | 1891 | 1896 |
| ---- | ---- | ---- | ---- | ---- | ---- | ---- | ---- | ---- |
| 593  | 575  | 517  | 535  | 543  | 569  | 538  | 502  | 460  |

| 1901 | 1906 | 1911 | 1921 | 1926 | 1931 | 1936 | 1946 | 1954 |
| ---- | ---- | ---- | ---- | ---- | ---- | ---- | ---- | ---- |
| 447  | 420  | 403  | 346  | 329  | 305  | 279  | 260  | 246  |

| 1962 | 1968 | 1975 | 1982 | 1990 | 1999 | 2006 | 2007 | 2012 |
| ---- | ---- | ---- | ---- | ---- | ---- | ---- | ---- | ---- |
| 261  | 246  | 261  | 247  | 259  | 325  | 398  | 408  | 367  |

| 2017 | 2022 | - | - | - | - | - | - | - |
| ---- | ---- | - | - | - | - | - | - | - |
| 364  | 372  | - | - | - | - | - | - | - |

| selon la population municipale des années : | 1968 | 1975 | 1982 | 1990 | 1999 | 2006 | 2009 | 2013 |
| Rang de la commune dans le département      | 234  | 290  | 279  | 283  | 251  | 256  | 261  | 290  |
| Nombre de communes du département           | 592  | 582  | 586  | 588  | 588  | 588  | 589  | 589  |

### Enseignement
Ardiège fait partie de l'académie de Toulouse.
L'éducation est assurée par un groupe scolaire maternelle et primaire.

## Économie

### Revenus
En 2018  (données Insee publiées en septembre 2021), la commune compte 150 ménages fiscaux, regroupant 357 personnes. La médiane du revenu disponible par unité de consommation est de 22 470 € (23 140 € dans le département).

### Emploi
|                | 2008  | 2013  | 2018   |
| -------------- | ----- | ----- | ------ |
| Commune        | 7,1 % | 6,1 % | 10,6 % |
| Département    | 7,7 % | 9,6 % | 9,3 %  |
| France entière | 8,3 % | 10 %  | 10 %   |

En 2018, la population âgée de 15 à 64 ans s'élève à 206 personnes, parmi lesquelles on compte 75,9 % d'actifs (65,3 % ayant un emploi et 10,6 % de chômeurs) et 24,1 % d'inactifs,. En  2018, le taux de chômage communal (au sens du recensement) des 15-64 ans est supérieur à celui du département et de la France, alors qu'en 2008 la situation était inverse.
La commune fait partie de la couronne de l'aire d'attraction de Saint-Gaudens, du fait qu'au moins 15 % des actifs travaillent dans le pôle,. Elle compte 37 emplois en 2018, contre 48 en 2013 et 33 en 2008. Le nombre d'actifs ayant un emploi résidant dans la commune est de 137, soit un indicateur de concentration d'emploi de 27,1 % et un taux d'activité parmi les 15 ans ou plus de 54,8 %.
Sur ces 137 actifs de 15 ans ou plus ayant un emploi, 18 travaillent dans la commune, soit 13 % des habitants. Pour se rendre au travail, 94,2 % des habitants utilisent un véhicule personnel ou de fonction à quatre roues, 1,4 % les transports en commun, 2,2 % s'y rendent en deux-roues, à vélo ou à pied et 2,1 % n'ont pas besoin de transport (travail au domicile).

## Culture locale et patrimoine

### Lieux et monuments
- Église Saint-Pierre-et-Saint-Paul d'Ardiège (XIXe siècle).
- On a découvert, encastrés dans les murs de l'ancienne église démolie, des autels antiques dédiés au dieu Leherenn qui  faisait l'objet d'un culte important.
- Statue de saint Joseph avec l'Enfant Jésus.
- Castrum médiéval du Houcheton (partagé avec la commune de Labarthe-Rivière).

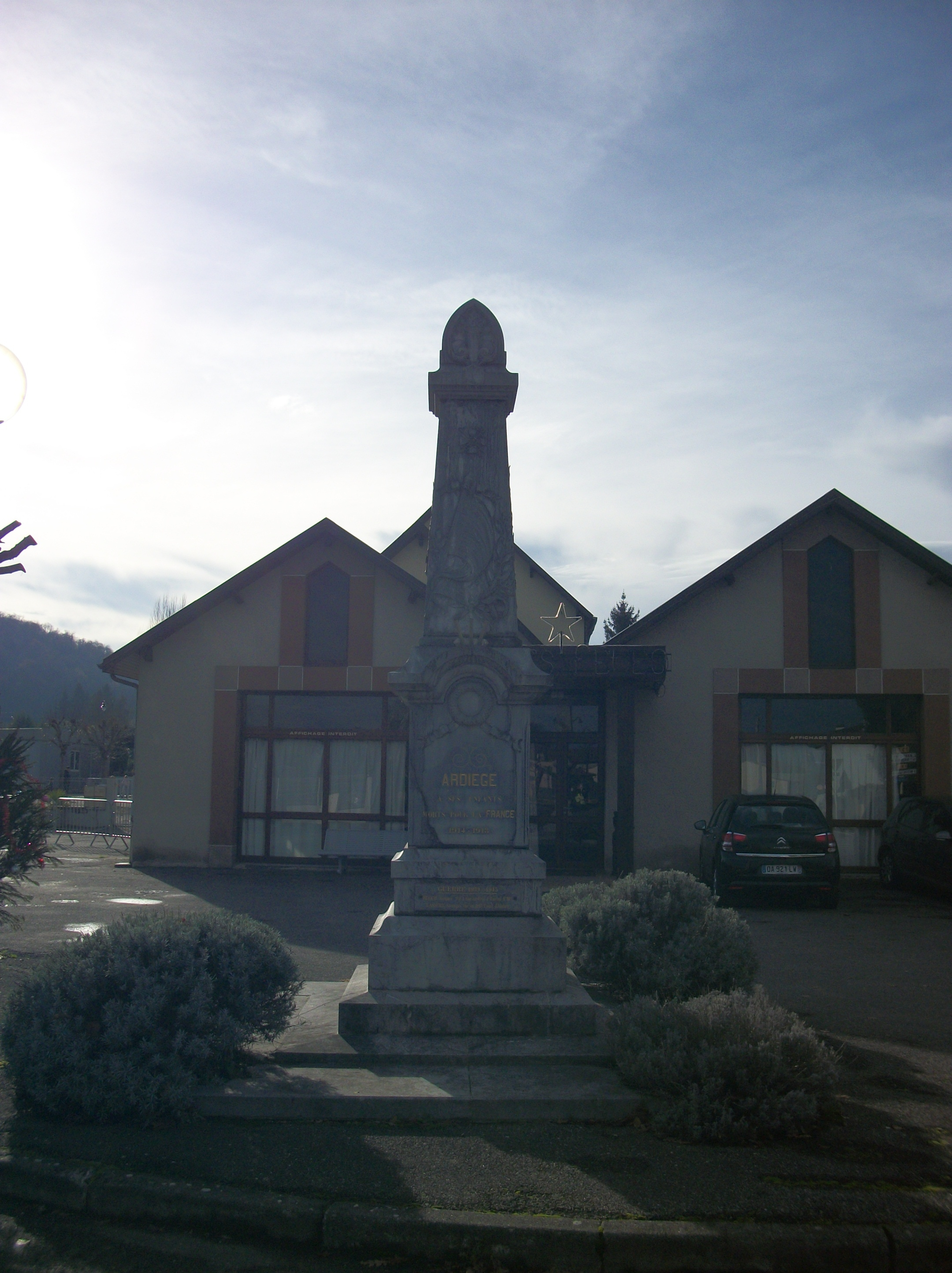
Monument aux morts.
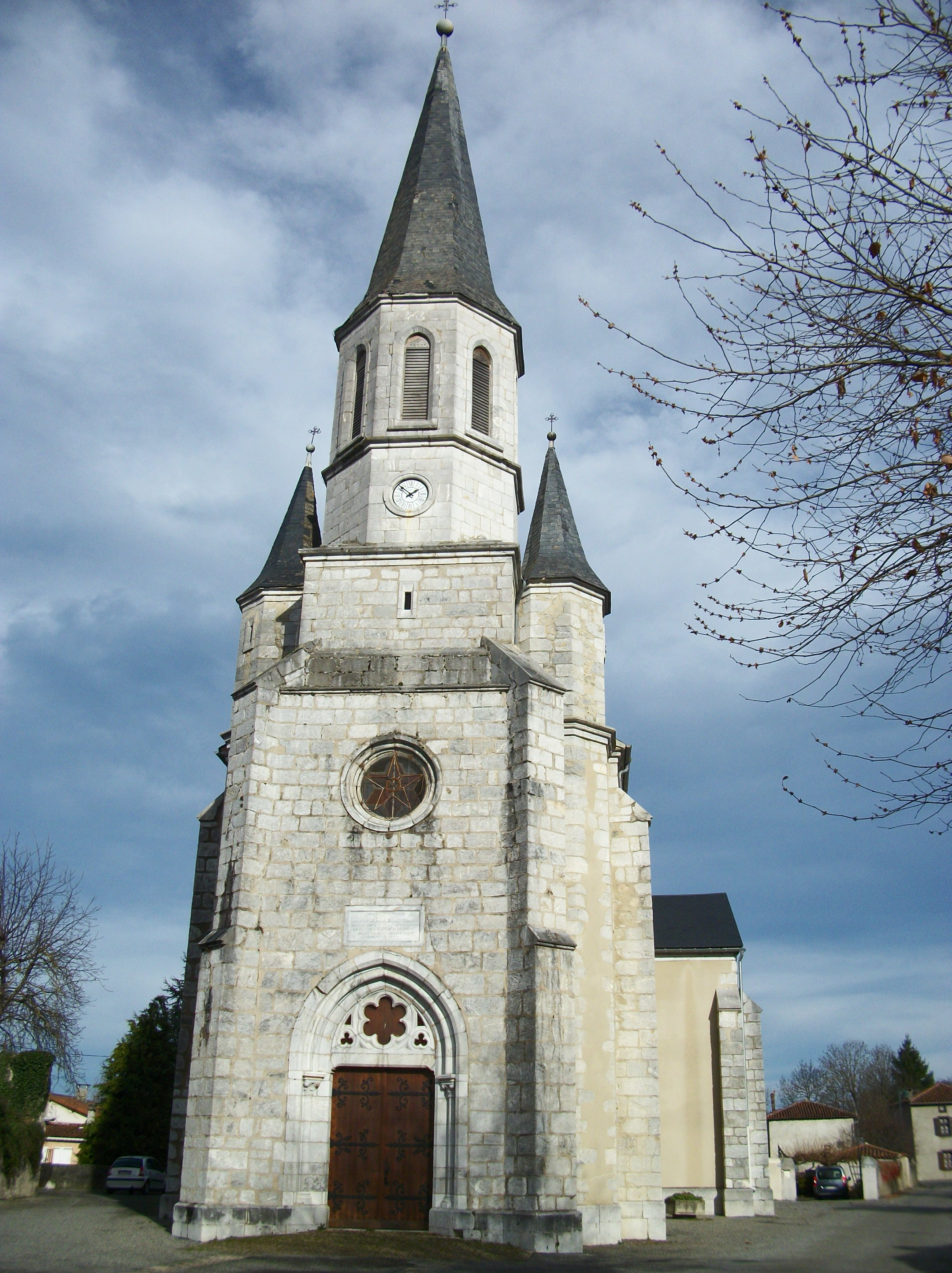
Église Saint-Pierre-et-Saint-Paul.
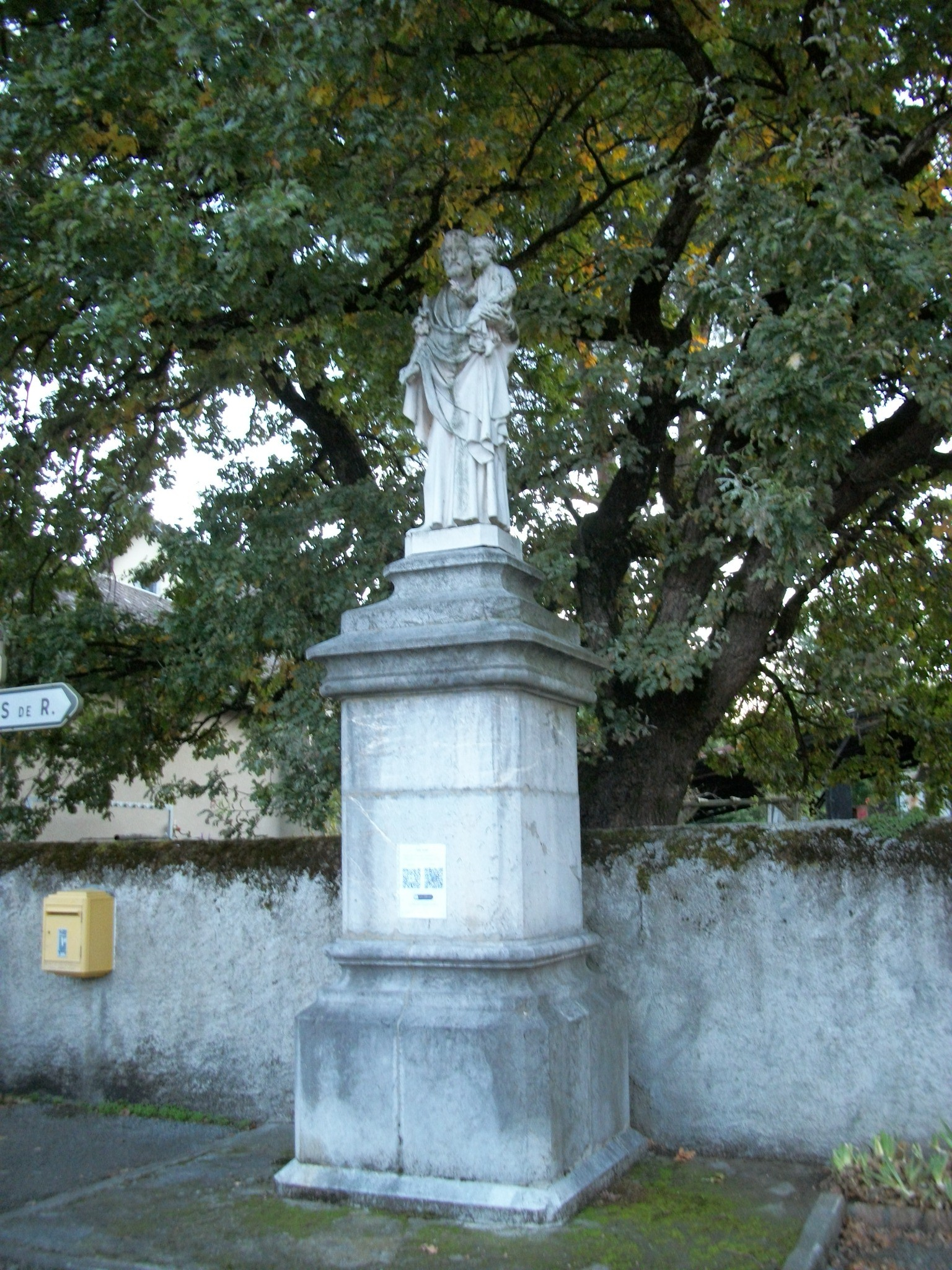
Statue de saint Joseph avec l'Enfant Jésus.

### Personnalités liées à la commune
Panthéon pyrénéen

## Protection environnementale
Le site Natura 2000 Chaînons calcaires du Piémont Commingeois est classé en zone spéciale de conservation depuis 2007, avec une superficie de 6 198 hectares il s'étend sur une partie de la commune d'Ardiège.

## Pour approfondir